# Songjiang Daxuecheng
Songjiang Daxuecheng (chiń. 松江大学城站) – stacja początkowa metra w Szanghaju, na linii 9. Zlokalizowana jest pomiędzy stacjami Songjiang Xincheng i Dongjing. Została otwarta 29 grudnia 2007.